# V691 Coronae Australis
V691 Coranae Australis tillsammans med X1822-371, är en dubbelstjärna belägen i norra delen av stjärnbilden Södra kronan. Den har en skenbar magnitud av ca 15,1 och kräver ett kraftfullt teleskop för att kunna observeras. Baserat på parallax enligt Gaia Data Release 2 på ca 0,12 mas beräknas den befinna sig på ett avstånd av ca 30 000 ljusår (ca 8 000 parsec) från solen. Den rör sig närmare solen med en heliocentrisk radialhastighet av ca -91km/s.

## Egenskaper

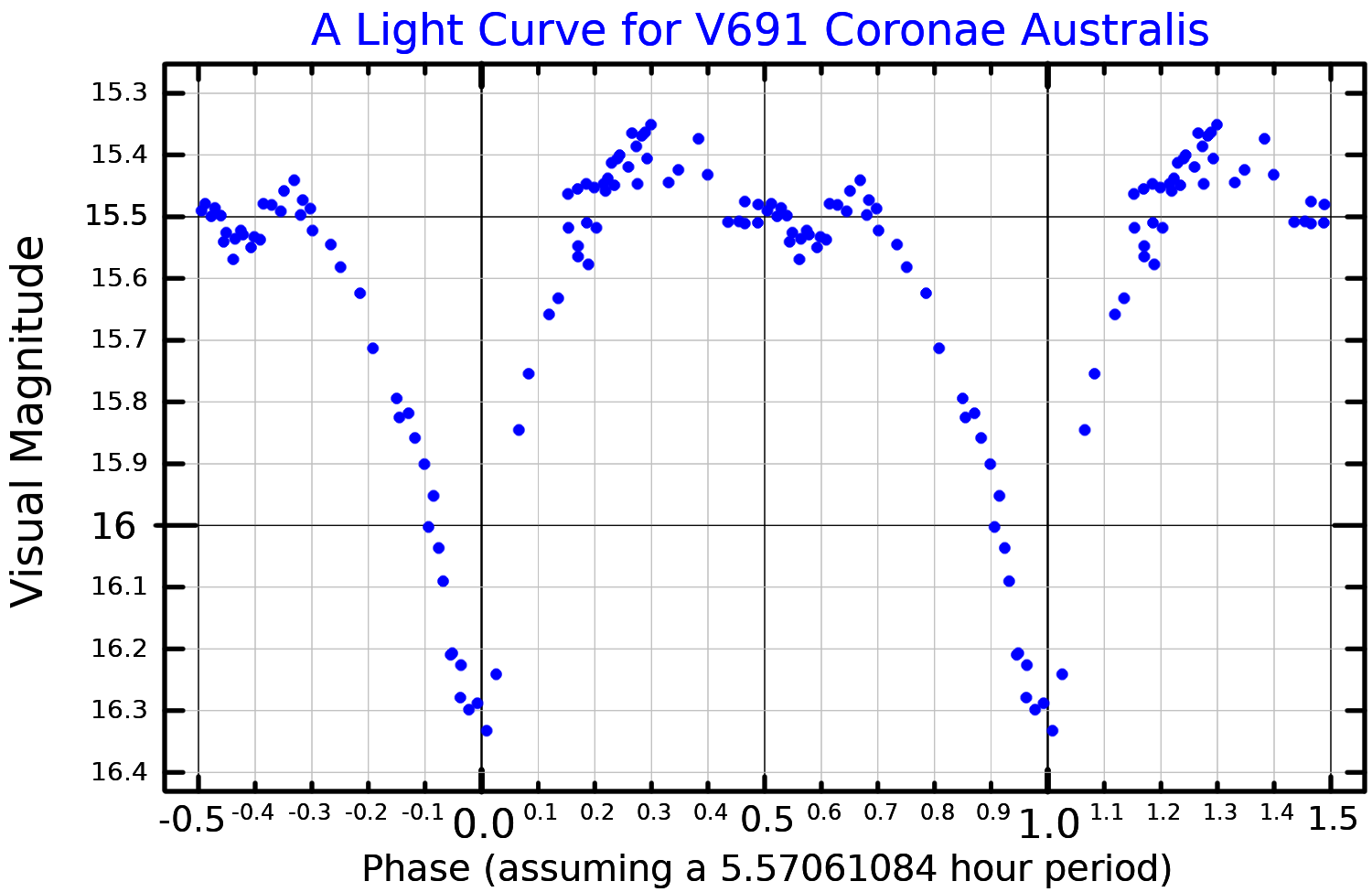
Ljuskurva i för V691 Coronae Australis, anpassad från Cowley et al.

X1822–371, tillsammans med den optiskt synliga stjärnan V691 Coronae Australis, är ett binärt neutronstjärnröntgensystem. Det är känt för att ha en hög lutning på i = 82,5°± 1,5°. Denna källa visar relativt hög ljusstyrka i de optiska våglängderna jämfört med röntgenstrålningen, vilket gör den till en prototypisk Accretion Disk Coronae (ADC) källa, det vill säga en källa med en korona som sträcker sig över och under dess ackretionsskiva. De endast partiella förmörkelserna i dess ljuskurva, även vid en så hög lutning, stöder denna hypotes. Uppskattningar av massan av dess neutronstjärna ligger på 1,14–2,32 solmassor. Det optiska spektrumet av X1822–371 visar starka Hα-, Hβ-, He I, He II- och Bowen Blend-funktioner. Dessa egenskaper har studerats i stor utsträckning med hjälp av tekniken för Dopplertomografi.